# مک‌رومرز
مک‌رومرز (انگلیسی: MacRumors) یک وبگاه است که به شایعات، اخبار و گزارش‌های مربوط به مکینتاش و اپل می‌پردازد.این وبگاه در ۲۴ فوریه ۲۰۰۰ در ریچموند، ویرجینیا بنیان‌گذاری شد. با تثبیت کردن ادعاها، مک‌رومرز سعی می‌کند که در جامعه به‌روز باشد.شعار مک‌رومز «اخبار و شایعاتی که به آن اهمیت می‌دهید» است.وبگاه روزانه با شایعات تازه به‌روز می‌شود.هنگام رخدادهای مهم،وبگاه هر ساعت به‌روز می‌شود.

## محتوا
مک‌رومرز بزرگ‌ترین وبگاه خود‌نوشت و فوروم متمرکز بر اپل و مکینتاش است.در آوریل ۲۰۱۵ این وبگاه بیش از ۱٬۰۱۲٬۱۳۱ عضو و ۲۰٬۰۰۰٬۰۰۰ مقاله خودنوشته داشت.

## تجارت
در ۳۰ آوریل ۲۰۱۲، بنابر گفته کوانت‌کست، مک‌رومز ماهانه ۶۵٬۸۹۰٬۹۱۲ بازدید از سراسر جهان و ۷٬۵۶۷٬۶۷۹ بازدیدکننده جدید ماهانه می‌گیرد.